# Pieniążek kępkowy

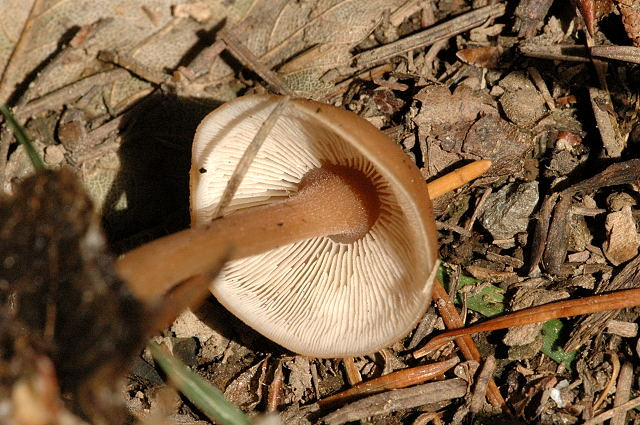

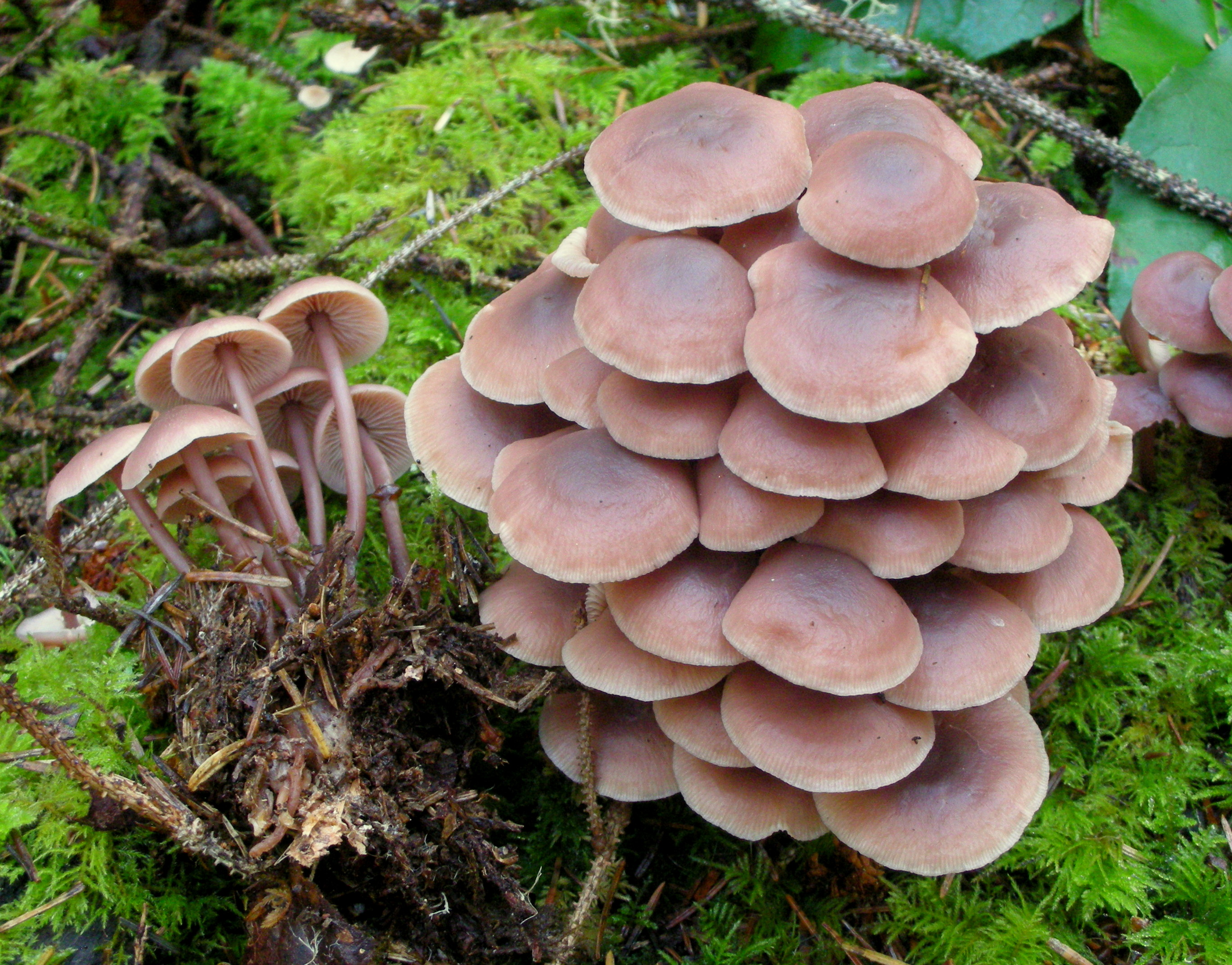

Pieniążek kępkowy, łysostopek kępkowy (Connopus acervatus (Fr.) K.W. Hughes, Mather & R.H. Petersen) – gatunek grzybów należący do rodziny Omphalotaceae.

## Systematyka i nazewnictwo
Pozycja w klasyfikacji według Index Fungorum: Gymnopus, Omphalotaceae, Agaricales, Agaricomycetidae, Agaricomycetes, Agaricomycotina, Basidiomycota, Fungi.
Po raz pierwszy takson ten zdiagnozował w roku 1821 Elias Fries nadając mu nazwę Agaricus acervatus. Obecną, uznaną przez Index Fungorum nazwę, nadali mu w 2010 r. Karen W. Hughes, David A. Mather i Ronald H. Petersen. Należy do monotypowego taksonu Connopus.
Synonimy nazwy naukowej:
- Agaricus acervatus Fr. 1821
- Agaricus erythropus var. acervatus (Fr.) Pers. 1828
- Collybia acervata (Fr.) P. Kumm. 1871
- Collybia acervata var. albofusca Z.S. Bi & T.H. Li 1997
- Collybia erythropus var. acervata (Fr.) Quél. 1886
- Gymnopus acervatus (Fr.) Murrill 1916
- Marasmius acervatus (Fr.) P. Karst. 1889[2].

Stanisław Domański w 1955 r. nadał mu polską nazwę pieniążek skupiony, Barbara Gumińska i Władysław Wojewoda w 1983 r. zmienili ją na pieniążek kępkowy, a w 2003 r. W. Wojewoda zarekomendował nazwę łysostopek kępkowy. Spójna z aktualną nazwą naukową jest nazwa pieniążek kępkowy.

## Morfologia
Kapelusz
Średnica 1–5 cm, początkowo wypukły, potem przechodzący w płaskowypukły. Powierzchnia gładka, za młodu i w stanie świeżym czerwonawo-brązowa, ale wkrótce blednąca do brązowawej lub różowawo płowożółtej (często jest przejściowo dwukolorowa).
Blaszki
Szeroko lub wąsko przyrośnięte do trzonu, średniogęste, za młodu białawe, potem z różowawym odcieniem.
Trzon
Wysokość 2–12 cm, grubość do 0,6 cm, mniej więcej cylindryczny, pusty. Powierzchnia gładka z wyjątkiem białawego meszku w pobliżu podstawy, czerwonawo-brązowa do purpurowo-brązowej i nie blaknąca tak szybko jak kapelusz.
Miąższ
Cienki, białawy, bez wyraźnego zapachu, o łagodnym lub gorzkim smaku.
Cechy mikroskopowe
Zarodniki 5,5–7 × 2,5–3 µm, gładkie, eliptyczne lub prawie cylindryczne, nieamyloidalne. Pleurocystyd brak. Cheilocystydy o długości do około 40 µm i różnorodnym kształcie, często z wypukłościami lub płatami, czasem mniej lub bardziej cylindryczne z maczugowatymi lub zaokrąglonymi wierzchołkami. Skórka zbudowana ze splątanych, cylindrycznych, rozgałęzionych (ale nie uchyłkowatych ani koraloidalnych) strzępek o szerokości 2–5 µm.
Gatunki podobne
Jest kilka podobnych gatunków z rodzaju Gymnopus (łysostopek). Kępki owocników tworzy np. łysostopek pozrastany (Gymnopus confluens), ale odróżniają się morfologią. Podobny jest łysostopek twardzioszkowaty (Gymnopus erythropus) rozwijający się głównie na drewnie drzew liściastych. Charakterystyczne dla pieniążka kępkowego cechy to: wytwarzanie kępek owocników na zakopanym w ziemi drewnie drzew iglastych, wypukłe (nie stożkowate) czerwonawo-brązowe kapelusze, które bledną do różowawo-płowych i czerwono-brązowy trzon, który jest nagi, z wyjątkiem lekko kutnerowatej podstawy. U starszych okazów jest wyraźny kontrast między bladymi kapeluszami a czerwonawymi trzonami.

## Występowanie i siedlisko
Pieniążek kępkowy występuje w Ameryce Północnej, Europie i Azji, podano też jedno miejsce jego występowania w Australii. Najwięcej stanowisk podano w Europie, zwłaszcza na Półwyspie Skandynawskim. W Polsce W. Wojewoda w 2003 r. przytacza kilkanaście jego stanowisk z uwagą, że jego rozprzestrzenienie i stopień zagrożenia nie są znane.
Grzyb saprotroficzny. Występuje w lasach mieszanych i liściastych, zwłaszcza górskich, pod świerkiem pospolitym, ale także w miastach, przy drogach, wśród igliwia i opadłych liści drzew liściastych. Owocniki tworzy zwykle od czerwca do października. W istocie jego grzybnia rozwija się na zakopanym w ziemi drewnie drzew iglastych. Zwykle owocniki wyrastają w gęstych kępkach.